# حادثه کشتی بلواسکای

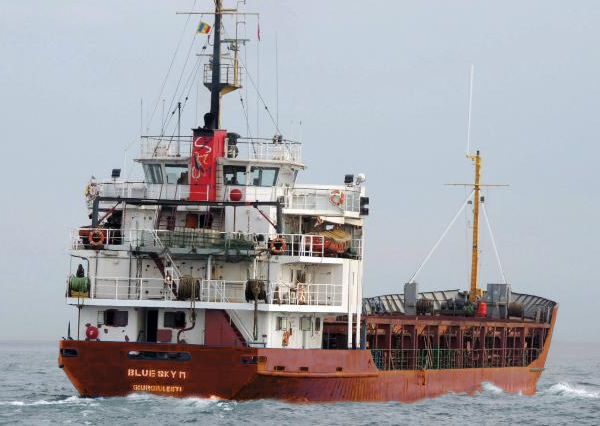
کشتی بلواسکای

حادثه کشتی بلواسکای (انگلیسی: Blue Sky M incident) رها شدن سرنشینان کشتی بلو اسکای در دریای لونیان است. در ۳۱ دسامبر ۲۰۱۴ خدمه و ناخدای این کشتی سرنشینان آن را که مهاجران سوری و… بودند را رها کرده و خود متواری شدند.

## شرح حادثه
در دسامبر ۲۰۱۴ کشتی «بلواسکای» با پرچم مولداوی بندر کورفز ترکیه را به مقصد ریجکا کرواسی ترک گفت،
بیشتر از ۹۷۰ سرنشین این کشتی را آوارگان جنگی سوریه در بر می‌گرفت که ۳۵ نفرشان کودک بودند و بدون آب، غذا و پتو روی دریا سرگردان مانده بودند. در ۳۰ دسامبر هنگامیکه کشتی به نزدیک جزیره کوچک اوثونوی در خاک یونان رسید. یکی از پناهجویان سوری با موبایل خود با شماره اورژانس برای دریافت کمک تماس گرفت. از این نقطه بنا برگزارش تلویزیون دولتی یونان که گزارش کرد مهاجران غیرقانونی در کشتی به سر می‌برند به خاطر وجود خدمه مسلح در عرشه کشتی زنگ خطر زده شد. مدت کوتاهی پس از این هشدار، کشتی مسیرش را از مقصد یونان به جنوب ایتالیا تغییر داد. ضمن تماسی ناخدای کشتی حامل مهاجرین با تماس با گارد ساحلی یونان تأکید کرد که کشتی در خطر نیست و نیازی به کمک ندارد. متعاقباً دیده شد که خدمه و ناخدا کشتی را در جنوب ایتالیا سرگردان بر روی آب رها کرده بودند.
شیوه جدید مهاجرت غیرقانونی که هر روز گسترش می‌یابد شامل سفر کشتی‌های باری است که صدها نفر انسان در آن جای می‌گیرند. سپس خدمه و ناخدا کشتی را درمیان دریا رها کرده و متواری می‌شوند.
این کشتی که چندین روز بدون ناخدا و خدمه در دریای آدریاتیک رها شده بود، بالاخره توسط گارد ساحلی ایتالیا پیدا شد و در ساحل گالیپولی Gallipoli ایتالیا پهلو گرفت؛ و مهاجران به مدارس محلی و یک دبیرستان منتقل شدند. سی و پنج نفر از آن‌ها به بیمارستان منتقل شدند و بعضی از آن‌ها به دلیل دمای هوای سرد تحت درمان هیپوترمی قرار گرفتند. صلیب سرخ ایتالیا ابتدا گفت که چهار نفر در کشتی کشته شده‌اند اما بعداً گزارش خود را رد کرد.

## عملیات نجات
در اکتبر ۲۰۱۳ یک قایق ماهی‌گیری دیگری در لامپدوسای ایتالیا غرق شد و ۳۶۶ کشته بر جای گذاشت که همه مهاجران سوری بودند که از جنگ داخلی سوریه فرار کرده بودند. بعد از این فاجعه مسئولان دولت ایتالیا گفته بودند نمی‌خواهند مدیترانه به دریای مردگان تبدیل شود، تأمین هزینه‌های اصلی یک طرح عملیات نجات دریایی موسوم به «دریای ما» را برعهده گرفتند.
این عملیات طی یک سال سبب نجات جان ۱۵۰۰۰۰ نفر شد اما ۱۱۴ میلیون یورو تنها برای کشور ایتالیا هزینه داشت. در ماه نوامبر ۲۰۱۶ این عملیات رها شد، نهاد مسئول مرزهای اروپا طرح «تریتون» را آغاز کرد. کشورهای عضو اتحادیه اروپا برای تأمین هزینه‌های این پروژه بیست و یک کشتی، چهار هواپیما، یک هلی‌کوپتر و ۶۵ افسر را با هزینه سه میلیون یورو در ماه پذیرفتند.
حال آنکه تریتون نه یک سامانه نجات، بلکه طری برای حفاظت از مرزهای آبی ایتالیا در مدیترانه است که پرترافیک‌ترین مسیر مهاجرت به اروپا است.